# 热内 (曼恩-卢瓦尔省)
热内（法語：Gené，法語發音：[ʒəne] ⓘ）是法国曼恩-卢瓦尔省的一个旧市镇，属于瑟格雷区。2015年12月28日，热内和相邻的另外3个市镇合并为新市镇安茹地区埃德尔（Erdre-en-Anjou）。

## 地理
热内（47°37'51"N, 0°48'12"W）面积9.25 平方千米，位于法国卢瓦尔河地区大区曼恩-卢瓦尔省，该省份为法国西部内陆省份，大致对应安茹地区，北起顺时针与马耶讷省、萨尔特省、安德尔-卢瓦尔省、维埃纳省、德塞夫勒省、旺代省、大西洋卢瓦尔省和伊勒-维莱讷省接壤。
与热内接壤的市镇（或旧市镇、城区）包括：乌东河畔拉沙佩勒、勒利翁当热、马朗、安茹地区埃德尔。

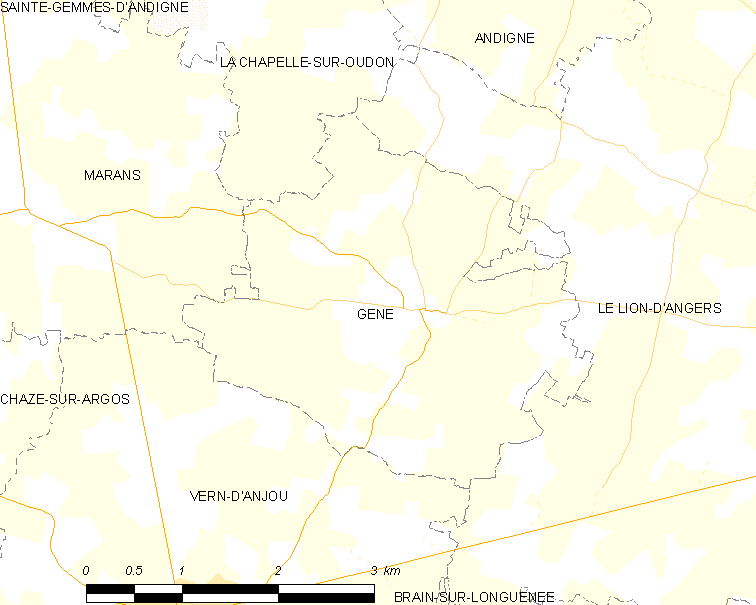
的OSM定位图

热内的时区为UTC+01:00、UTC+02:00（夏令时）。

## 行政
热内的邮政编码为49220，INSEE市镇编码为49148。

## 政治
热内所属的省级选区为蒂耶尔塞县。

## 人口

1962-2008年间人口变化图示

热内于2018年1月1日时的人口数量为495人。